# Бельгия на Играх доброй воли
Бельгия принимала участие в летних Играх доброй воли, начиная с Игр 1986 года.
На всех Играх спортивные делегации Бельгии завоевали всего 5 медалей, из них 1 золотую.

## Медальный зачёт

### Медали на летних Играх
| Игры                 | Золото         | Серебро        | Бронза         | Всего          | Место          |
| Москва 1986          | 0              | 0              | 0              | 0              | —              |
| 1990                 | не участвовали | не участвовали | не участвовали | не участвовали | не участвовали |
| Санкт-Петербург 1994 | 1              | 0              | 4              | 5              | 24             |
| Нью-Йорк 1998        | 0              | 0              | 0              | 0              | —              |
| Брисбен 2001         | 0              | 0              | 0              | 0              | —              |
| Всего                | 1              | 0              | 4              | 5              |                |